# 空素沼
座標: 北緯39度44分32秒 東経140度05分07秒 / 北緯39.74222度 東経140.08528度
空素沼（からすぬま）は、秋田県秋田市にある湖沼である。高清水公園の中にある。烏沼とも言う。

## 伝説
鎌田正苗が書いた『秋田郡寺内邑古跡記』（寺内村と題されたものもある）という本の中に、以下のような記録がある。
古四王社より三丁余、戌亥の方、両津坂の下、往還の北の方にあり。むかし，此池の辺に行て帰人なしを帰らず池といふ。是をからすケ池といふ。古四王社より五丁余、子の方、両津坂より四丁斗、夘の方に狼ケ沢といふ沼あり。百ケ年以前まてハ田地なりしを自然と沼になる。此沼深くなるに付ケ、段々烏ケ池の水ハ涸これゆへ [ナルヤ]、狼ケ沢を烏ケ池といふ。

[現代語訳] 古四王神社から300メートル少し程度北西方向の、両津坂の下往還の北の方に烏ヶ池という池がある。昔この池に行って、帰って来る人がいないので帰らじの池というのを変えてからすが池と言った。古四王神社から500メートル少しほど北の方向で、両津坂から400メートル程度東の方向に狼ヶ沢という沼がある。100年以前までは田畑だったのだが、自然に沼になり、沼が深くなるにつけ次第に烏ヶ池の水が涸れたので、狼ヶ沢を烏ヶ池という
したがって、今の空素沼は元の烏ヶ池ではない。空素沼はその位置は高清水国民学校（秋田城跡の東側、秋田城跡駐車場の南、復元大東路の東）の東方わずかに250メートルの地にあって、形は烏が飛ぶ様に似た小湖水である。しかし、周辺が密林で急傾斜の凹地の中にあって恐ろしい伝説などがからんでいるため、一面の美しい湖水であるが訪れる者もほとんどない有様だった。1933年（昭和8年）頃、高清水国民学校が建立されるや高野将軍野方面の児童通学道路がこの沼の西縁近くに開かれ、その上のこの道路が秋田県護国神社の参道になると、この沼の存在は世間一般に明らかになった。この沼は湧出する清水が大部分なので水量に変化が乏しく水質飲料にも適するため、昔はこの沼から天然氷を産出していた。
烏ヶ池は現在小さな沼になっており（北緯39度44分34.77秒 東経140度04分43.74秒 / 北緯39.7429917度 東経140.0788167度）その周囲は現在ひょうたん沼公園とされ整備されている。
昔は田畑であり、自然と沼になったと諸書にあるが、享保年間の古地図には沼の絵もあり、全部田畑ではなく、一部は沼であったと思われる。ここは狼沢といったが、オホカミは大神であり、狼は秋田ではオイヌ（大犬）とも言われることよりオエナサハとも言われる。この沼のほとりに、古来天然神の大神が存在して、おそらく空素沼神社の起源だったのではないだろうか。現市立高清水中学校（廃校、現在の秋田城跡駐車場の場所にあった）の後方に当たる、昔この池に行って、帰って来る人がいないので帰らじの池と言った。訛ってカラスが池と言う。今はほとんど池は無いが、往時は鬱蒼とした松林の中に大きな池が存在したと思われ、秋田城の外堀であったと思われる。
空素沼は昔狼ヶ沢といって、狼の群れ集まった所であるという。里の古老は「オイヌサワ」という。その沢に行って帰って来たものがいないので「帰らずの沢」とも言った。昔、桑原与惣右衛門という人がどこかの藩からここに落ちて来た。ここに住居を構えて土民百姓となって、狼ヶ沢と石賀手山の麓に田畑を開墾して裕福な暮らしをしていた。ある日、与惣右衛門が狼ヶ沢の奥に行くと、窪地に大蛇が眠っていて足音に目を覚ましたか突如2丈あまり立ち上がって、火炎のような舌を吐き毒気を吹きかけた。与惣右衛門は驚き危うくその場を逃れたものの3年後この大蛇の毒気のために、ついに死亡したという伝説がある。与惣右衛門は狼ヶ沢に田地を7反歩ほど所有していた。沢に水源となる池があったが、この池がいつの間にか次第に広く深くなるにつれて、これより申の方角（南南西）に5丁ほどにある「烏が池」は次第に水が涸れ浅くなって行った。村人たちが不思議がる中、元禄2年（1689年）7月23日に狼ヶ沢の田地7反歩は一夜の中に満々と水をたたえた大沼になった。この夜ある村人の枕元に白髪の翁が忽然と現れ「私は池の主である。狼ヶ沢の田地を借りて暫く棲むことにした。私がこの沼にとどまっている限り、村人の災厄を救うだろう。疑うなかれ」と告げて姿を消した。佐竹義和の時代に大旱魃があった。藩主は名僧の誉たかかった、補陀寺の徳善、赤田の是山、天徳寺の義産に、この沼の主に雨乞いの祈りを籠めたところ霊験あらたかであったのでここに龍神を祭った。明治後空素沼神社と称している。祭日はこの沼の伝説にちなみ、陰暦7月23日である。万延年間、河辺郡大川村勢覚寺の和尚が、藩主の御殿で、空素沼龍神に祈って時ならぬに雪を5寸ばかり降らせたという。古老は、この日晴天であったが、午の刻頃に男鹿本山の袴腰に眉毛ほどの黒雲が現れ、それが広がり、風も無いのに御殿の天窓の上に黒笠のように広がり、雷鳴と共に綿のような雪が振り始めたという。藩主は大いに賀して勢覚寺の寺号を与え、それを伝え聞いた人は空素沼龍神の霊験に驚かないものはいなかった。
狼ヶ沢にあった与惣右衛門の田地のそばに水源地があり、その水源地から申酉の方向5丁ばかり隔てたところに烏ヶ池があった。いつの間にか水源地が自然に広く深くなるにつれて、烏ヶ池の水が涸れてしまったので、村人は不思議に思った。1689年（元禄2年）7月23日、田畑7反歩が全て一夜にして一面の土沼になった。この夜、ある村人の枕元に白髪の翁が忽然と現れて「我、烏ヶ池の主なり、狼ヶ沢の田地暫く借りる。その代わりに万代人民の難を救うぞ」と申して、直ぐ姿をけしてしまった。
与惣右衛門という武士が延宝年間（1673年-1681年）この地に落ちてきた。9年の歳月が流れ、田畑の実入りは良くなり男は大尽になっていった。夏のある日「玻璃の洞窟が狼ガ沢にある」という噂が広がった。与惣右衛門が沢の奥に急ぐと、そこに大蛇が現れた。与惣右衛門は一目散に逃げたが、その日から床につききりになった。3年後、この大尽は蛇の毒気に憑かれてしんだ。老妻の前にこつ然と煙とともに白髮の翁が現れた。翁は「わしはこれから沢にとどまり、里のいましめとなり、災いを払ってやる」と言う。その日は1688年（元禄2年）7月13日であった。あくる朝、老婆が庭先に出てみると沢の田は一夜にして大沼となっていた。
旧5月5日に空素沼で体を洗えば、皮膚病が治るという俗信があった。

## 空素沼の利用

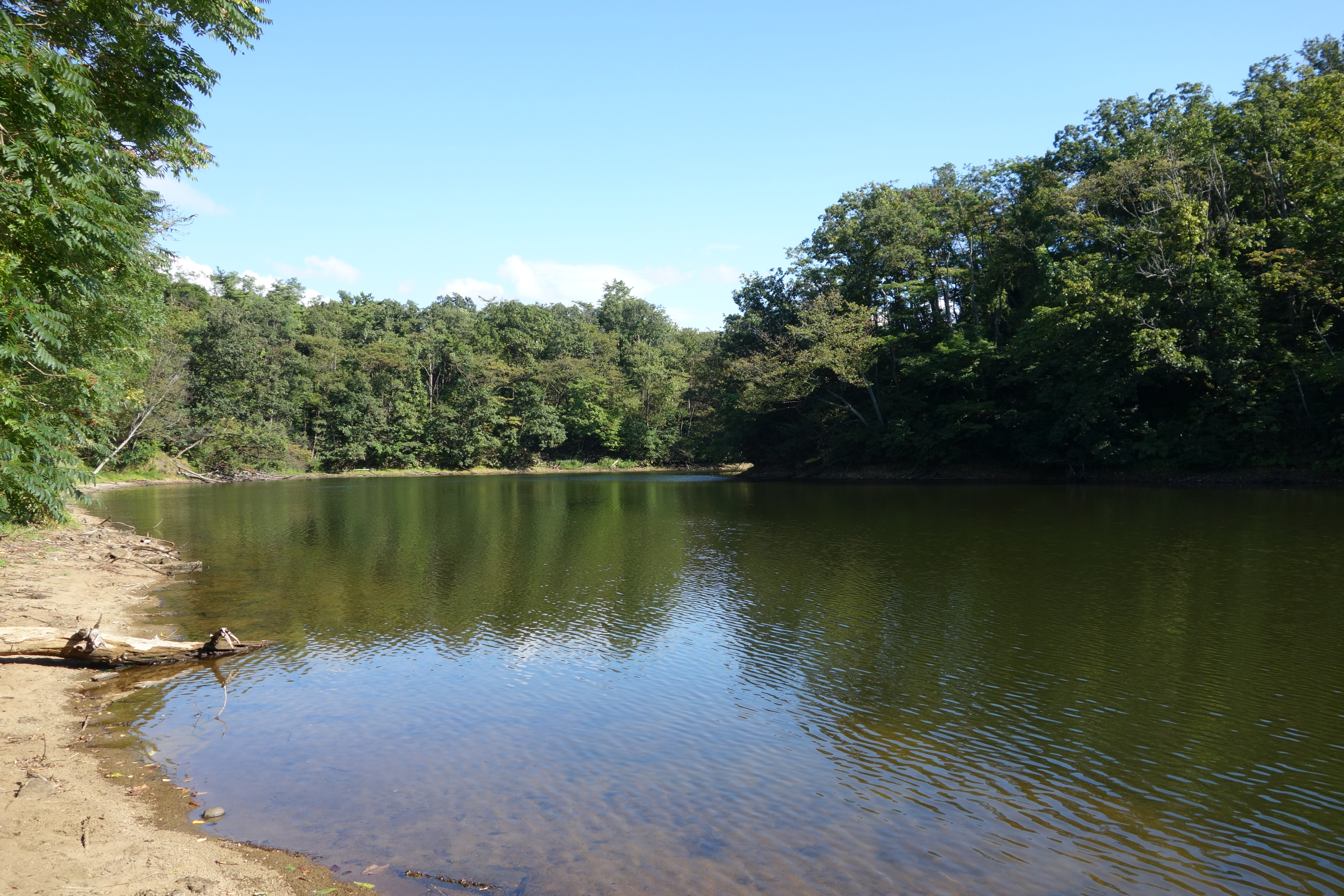
空素沼を北の方角から
ここに空素沼荘の跡がある

空素沼の水質は飲料にも適し、寒中はこの沼より良質の天然氷を産した。1868年（明治元年）生まれの土田源助が採氷を始め、その後寺内の部落総代も事業として一時やったものだという。1911年（明治44年）に坪内友吉が、氷の貯蔵小屋を建て本格的に採氷に取り掛かった。氷の需要は年々増加するものの、人造製氷が盛んになってきたため、坪内氏も昭和に入ってから製氷業に転向し、氷切りは見ることができなくなった。1912年（大正元年）には土崎港消防用水池としても使用された。1969年（昭和44年）11月1日に秋田県水産試験場が養鯉池とした。1912年（大正元年）7月12日、空素沼に秋田県水産試験場養魚場を設置、鯉1万4千尾、紅鱒3万5千尾を放養する。
土崎の消火水道は大正13年から計画されたが、水を得ることが困難だということがわかり、1929年（昭和4年）に空素沼から直接水を引くことが課題となった。寺内村の人々は罰があたるからと言って反対をしたが、公益のためであるから罰もあたらないだろうということで承諾を得て、森澤技師が発案する耐圧コンクリート管（ヒューム管）を使用し、1930年（昭和5年）に工事費5万5千4百円で完成した。土崎は明治期に8回の大火に襲われ、大正期にも1922年（大正11年）1月2日に家屋が123戸が火災で焼き払われ、1927年（昭和2年）4月3日には家屋が74戸土蔵等が54棟、6月24日には家屋が194戸が土蔵等が45棟が焼き払われる火災にあっていた。土崎港町の町長の加賀谷保吉は防火の重要性を認識し、防火用水の設置に尽力した。空素沼周辺住民の「神様を祭っている神聖な沼の水を引き抜いてゆこうなどとは、神罰の程も恐ろしい」という反対意見には、空素沼神社の修理費等を奉納することを申し出る。また、空素沼の水は将軍野遊園地のプールにも使用するため、平時にはみだりにこの水は使わないことと、管内の水を腐敗させないための細管放流は認める契約を将軍野遊園地の所有者の栗原氏と交わした。さらに、水道技師の森沢氏が工事の手法に工夫を凝らし鉄矢板で土止めをして決壊の心配をなくした。まだ工事のなかば1930年（昭和5年）夏の火事があり、この水道からの水で火災はみるみる消えていった。それ以降、土崎は一度も大火災に至っていない。
秋田高校水泳部は1922年（大正11年）の創設以来、下浜海岸や空素沼、雄物川などで練習をしてきた。水泳部はプールがなかった時代には空素沼や将軍野遊園地で水泳を行った。秋田高校水泳部同窓会の紫水会は、2021年時点で空素沼での練習を経験した年代の卒業生で構成されている。また、将軍野遊園地の水は近くの空素沼から引かれていた。
大正、昭和期に活躍した木版画家の川瀬巴水は関東大震災後、全国を旅して連作28点を制作した。1927年（昭和2年）に川瀬は木版画旅みやげ第3集を作成、その中の1点に「秋田空巣沼」がある。木々や水面、夏の空と雲など空素沼の色鮮やかな風景が捉えられている。

## 菅江真澄の記録

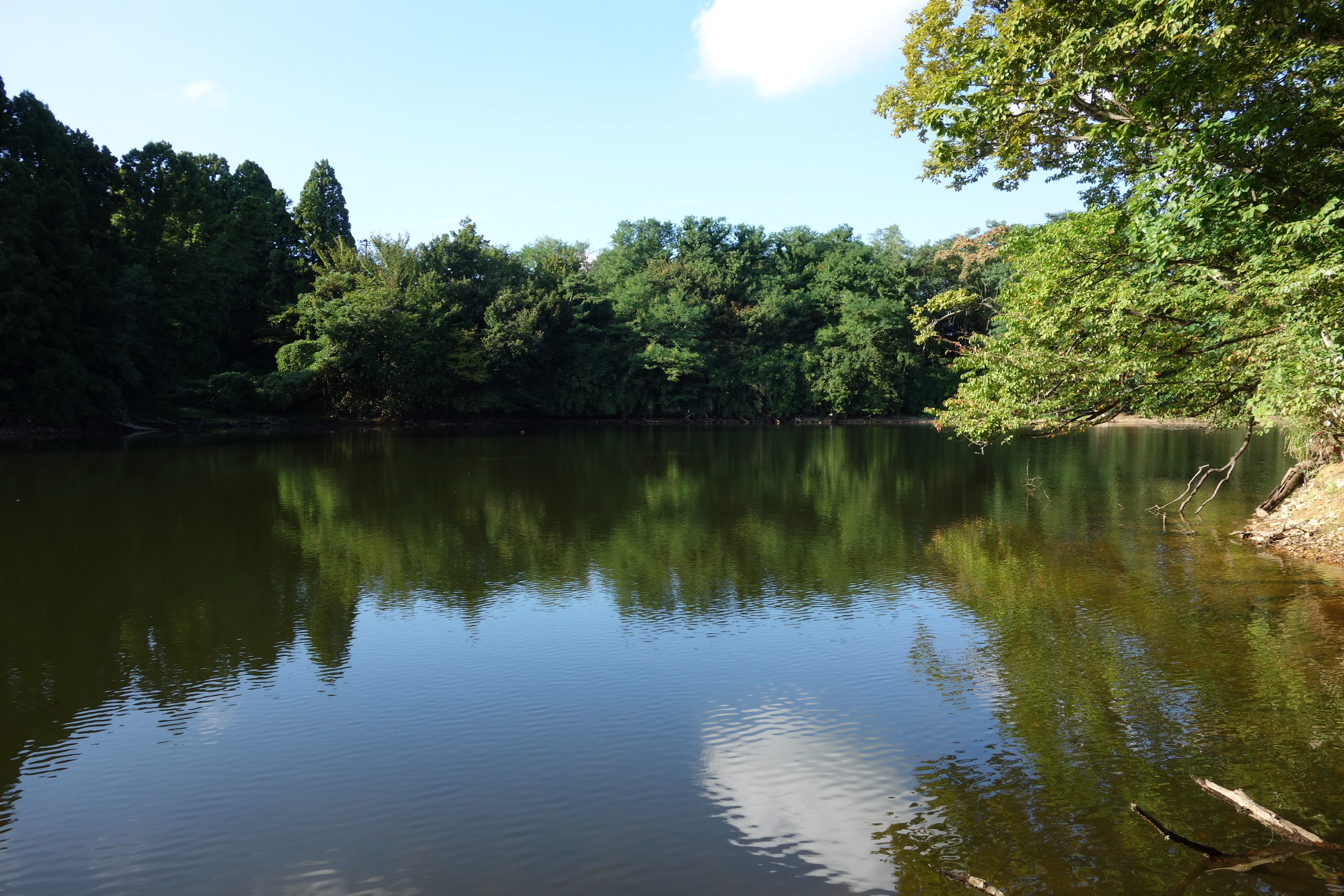
空素沼神社の小道をたどった沼の風景

空素沼の前名の狼ヶ沢は、菅江真澄は『水の面影』（1812年〈文化9年〉）に「生根（おひね）ガ沢」として説明をしている。
左の方に、生根が沢という広い池がある。ここは近ごろ、雨がないのに岸が崩れ、水をたたえるようになった。十年前に亡くなった、六十歳の老女の物語に、「私が十三歳の頃、その田へ昼飯を持って行った事を覚えている。一枚余りの田がたちまち大池となったというので、大勢で見に行った。田は、私の父が作った田だからよく知っている。木の根っ子のようなものが、水底にあるために生根といい。米粒がこぼれ落ち、稲が生えたこともあるので、生稲が沢という」と言った。

この生稲ノ池の水が満ち満ちていた時の深さは推し量ることが出来ないようになった。今は湖のようで、魚も数多く、鴨は餌をさがし、鳰も浮巣を作っており、水が広々と見えた。
また「生稲が沢の池のもとにふたたび出た。ある人は長い年月の以前の田書に記載されていたのは、この池はもともと寺内の民家平兵衛、彦右衛門という両人が作った田であるという。このことは前に書いたが、詳細に再度書く」と記載している。

## 滝沢馬琴の記録
滝沢馬琴は随筆集『玄同放言』に次のように書いている（馬琴は同書で「秋田の島沼」と書いているが、同書巻三の終わりに「島沼は本名烏沼である。これを島沼と記載したのは、伝写の誤謬である」と書いている）。
出羽国秋田郡、寺内に程近き烏沼という沼にも「島遊び」という奇観がある。これを見るものは稀である。秋田人茂樹蕉窓が来訪した時、私にこのことを告げて、その言っている通りに興継に絵を描かせた（挿絵が本に挿入されている）。（中略）古四王神社より北をすべて寺内という。その烏沼は街道より東北二町（200メートル）ばかりにあって、この烏沼も岸から自然に離れて水中に遊行し、また元の岸に着くことは（山形県置賜郡）大沼の浮島に他ならない。（中略）秋田の烏沼は近年いたく荒れて、また島遊びのことはないという。いまだ然るや否かを知らない。
菅江真澄が記録しているカイツブリの浮巣も浮島のような動きをすることがある。

## 長山盛晃の記録
長山盛晃は生没年不詳であるが、著書『耳の垢』を文政初年（1818年）から書き始め、弘化3年（1846年）に書き終えている。『耳の垢』には空素沼に関する記述がある。
烏沼　これはむかし狼沢といふて僅かの小池なりしと。予が親父などの咄に、親幼少なる頃、九拾余なる甚三郎といへる者は寺内生まれにて、委しく咄を聞きたりとて咄すに、かの処は彼が幼少の頃まで蜻蛉など取りに行きて、小さき池なりしに、一ト年大あれにて此の沢の出口砂にて埋まり、東に大なる沼になりて今のごとくになりたりとなり。その時寺内に大悲寺やしきの跡に□に用いる竜頭、夕誉の細工にて、処の者尊信してまつり玉ひしを盗み取りて逃去り、夜明けて持行く事かなはず、かの池に沈めかくせしに、その翌年大あれに如斯なりたりとなり。依而土俗の説にかの竜頭此の沼の主になりたりと云へり。今は社など立て尊信せり。

## 空素沼の生物
空素沼ではイシガメ科のクサガメの日光浴をごく楽に観察できるが、幼体や卵が観察されておらず、放された個体が長年生存を続けているもののようである。
空素沼にはイシガメが大小合わせて相当数棲んでいる。時には、沼をはい出て付近の田畑に出て、農家に捕まえられることもある。ただし、農家はこのカメを決して粗末にしなく、沼の龍神の使者として多くの酒をのませて再びこの沼に放してやるのがつねである。神罰を恐れてである。
1969年（昭和44年）11月1日に秋田県水産試験場が養鯉池とする。いつの頃からか、目を悪くした、腹の病気などで願をかけた人が病が治るとお礼にカメを放して来たという。
1982年、秋田県内で最も早くオオクチバスが確認されたのは空素沼である。

## 空素沼神社

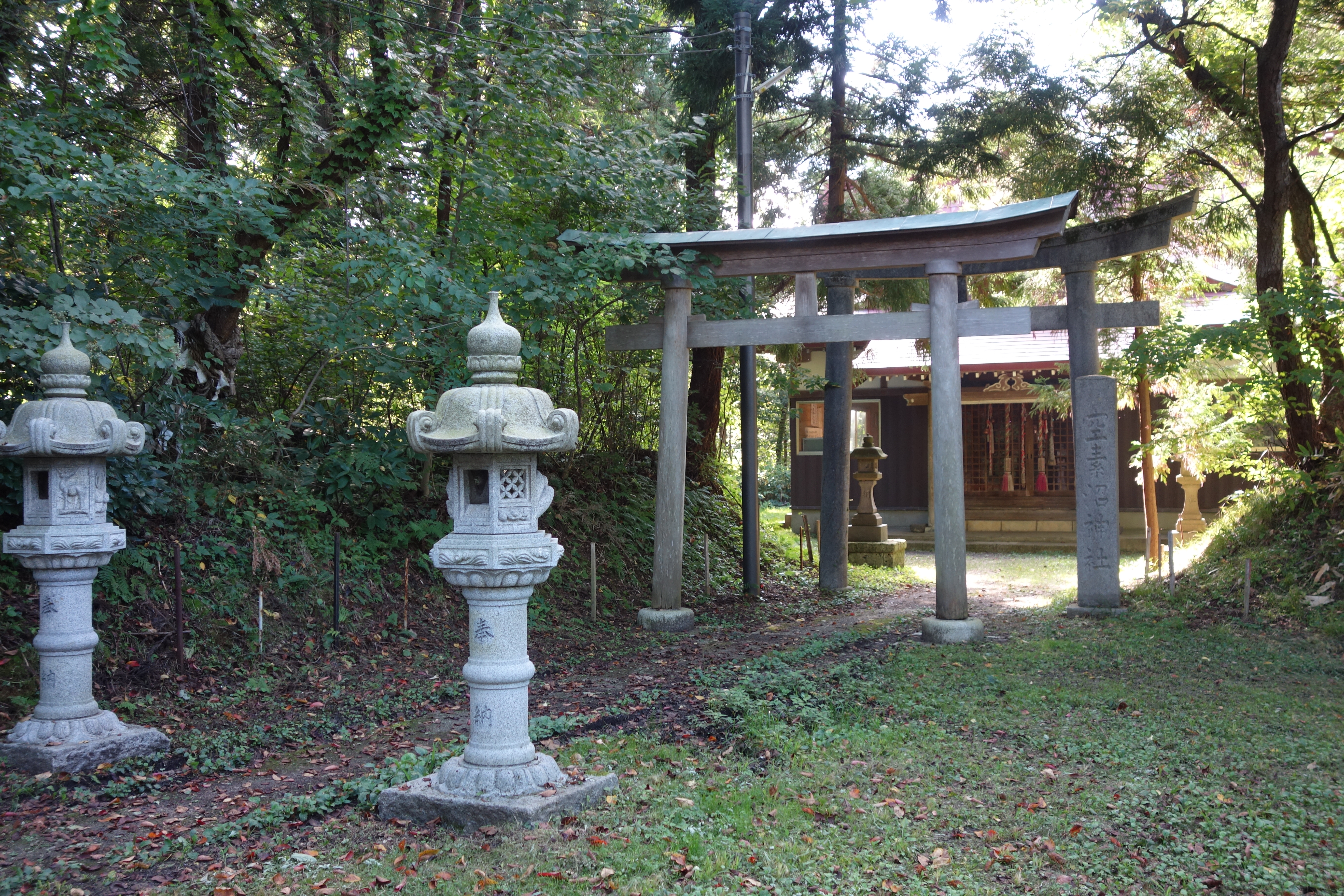
空素沼神社

空素沼神社の主神は辛国息長大姫大目命で、陪神は高龗神である。辛国息長大姫大目命は外国から来たという珍しい神である。郷土史家の伊藤鉄太郎は新羅の神、外国の神と言われる神が祀られていることから、古代秋田城の一角に鎮座する空素沼神社は新羅などの外国との関わりがあったのではないかと指摘している。
この沼には3つの頭を持つ龍神が住むといわれ、古老は「砂が竜巻のように舞い上がる様子を見たものだ」と言っている。佐竹義和の時代に大旱魃があった。藩主は名僧の誉たかかった、補陀寺の徳善、赤田の長谷寺の是山泰覚、天徳寺の義産に、この沼の主に雨乞いの祈りを籠めたところ霊験あらたかであったのでここに龍神を祭った。明治後空素沼神社と称している。天徳寺の「天徳寺由来記」にはその時の様子が記述されている。天徳寺の義産方丈は大雲請雨経の法を修し、7昼夜の祈祷をした。満願の日に、炎天下だったのに急に雨が降ってきた。3日3晩の雨で田畑は潤った。空素沼神社には知行30石が与えられ、祈祷の様子は「祈雨法壇荘厳図」として天徳寺に所蔵されている。祈祷の年月は文化7年（1810年）6月だと記述されている。石井忠行の『伊豆園茶話』では「寺内村の烏沼が今のように大きく水を湛えたことは、長山森晃の『耳の垢』に記載されていたのを、秋藩旧話に転載している。そのことを知らないのか、文政の始頃に天徳寺の義産和尚が竜神の宮を建てて（元々あったのか、和尚が新たに勧請したのかは不明）、字を空素沼に改め社領を30石追加した。この頃は常に参拝する人もいて、祭り（7月22、23日）には接待もあって特に賑やかだった。天保の頃はこうであったが、その後次第に衰えた。心願ある者は、餅を一臼ついて竜神にそなえるとこの沼に入れる人もいた。沼には亀がいてこの餅を食べて育ちが早いという。その頃は、この亀を獲っては神の祟りがあるというので取らなかったが、近年では釣って獲るものも多い。祭式の時の図を掛けものにして天徳寺にある。7月17日には人に見せる」とある。
三禅師の法力で大雨が降った後、竜神を烏沼の付近に堂宇を建てて祀った。その時、三頭の竜を作って安置した。明治維新後に竜神を廃してある神霊を祀り、空素沼神社と改称し、竜を天徳寺に預けた。明治35-36年頃、土崎の那波小市が湖岸に堂宇を建てて、天徳寺より竜を譲り受けて安置し、竜神堂として祀った。
1872年（明治4年）にも5月から日照りが続き、船木小弥太という神主が空素沼の龍神に雨乞いを行ったが雨の量が不足していたので、西来院 (秋田市)の住職玄牛に頼み書状を龍神に送った所6月24日になりご利益があったという。
1881年（明治14年）御影石の手洗石を沼から揚げる。沼に手洗石が沈んでいることを長谷川作蔵が若者に加勢を頼み、若者たちは沼に潜り綱2本を仕掛け引き上げたもの。裏面に文政11年（1828年）8月と掘られていて、空素沼神社の前方右側に安置されている。1897年（明治30年）、空素沼神社の社殿が造営される。1901年（明治34年）に余島法生がお宮を建立する。
現在、古四王神社の道路沿い北西に社号標と第一の鳥居、手洗石がある（北緯39度44分16.5秒 東経140度04分50.9秒 / 北緯39.737917度 東経140.080806度）。この参道口の社号標は荻津勝章により1911年（明治44年）に書かれた。また、道を進み神社前には第2の鳥居がある（北緯39度44分21.7秒 東経140度05分14.36秒 / 北緯39.739361度 東経140.0873222度）。この先に3基の鳥居があり、奥に社殿がある。社殿の右には2基の手洗鉢がある。社殿右側奥には空素沼に通じる道があり、途中には石碑が並ぶ所があり石地蔵もある。小野小町塚もある。小野小町塚は1954年6月に空素沼の丘に建てられたもので、小町塚供養記念川柳大会が土崎おばこ川柳社の主催で行われた。
社殿に向かって左側の松林の中に直径が5から6メートルで、高さが1メートルの空素沼古墳と称する中世の墳墓がある。しかし、高さ2.4mの小円墳状のマウンドを有した空素沼2号墳は発掘調査の結果、近世以降に構築された信仰的な塚と判断された。

## 空素沼奉納句帖
1825年（文政8年）空素沼に干ばつの雨乞いをしたところ霊験あらたかであった。それで竜王信心の請中祭が始まった。僧の茂木文柳はもともと病気がちで竜王に祈っており、また蕉風を学んでいた。彼は藩の俳人の一人一句の優れた句を集めて竜王に奉納することにし、まとめられたのが空素沼奉納句帖であり1825年（天保2年）のことであった。空素沼奉納句帖は秋田藩の各派の句が網羅され、当時の秋田の俳人がわかる。初願者は瑞龍和尚と後槻長老、催主が既斎文柳、補助は高広亭児鶴。序文は渭虹（土肥秋窓）。出句は193人で現在は秋田県立図書館に収蔵されている。
- 雲を呼ぶ神ぞ此神夏の雨 - 土肥秋窓
- 夕虹や一トかたならぬ秋のいろ - 茂木文柳
- 鶏頭やこれにも花の八重一重 - 高広亭児鶴
- 降る雪の中に見分つ烏沼 - 秋山御風
- 散ることをやくなやうなり山桜 - 山県吾風（俳絵もよくした）
- 暮るるとも思はで歩行く花埜哉 - 三輪翡羽（能代の女性俳人）
- 灯火のきつて奥あり梅の花 - 高橋柳枝（本庄の俳人）

## 空素沼荘
1955年（昭和30年）頃、空素沼のほとりには空素沼荘があった。1955年（昭和30年）10月9日には『秋田林間』短歌会の秋の小集が空素沼荘で開催された。秋田林間社はその頃秋田市寺内蛭根にあった。『秋田林間』は藤原永三によって1953年（昭和28年）10月に創刊された短歌誌である。これは中央誌『林間』が掲げた「短歌造形論」に藤原が心酔し、県内の仲間に呼びかけてできたものである。この会の特徴は藤原の長期の病気療養を通した、周囲の多くの療養者との交流があげられる。
- ひめられし伝説は知らずおもおもと水を湛へて底くらき沼

空素沼荘は空素沼の北側に位置していた。1965年9月30日、秋田県に突風があり、各地に落雷やたつまきが発生した。秋田市北部では高清水公園から泉集落にかけ竜巻が発生した。空素沼荘は沼に面したガラス窓約8間分が粉々に湖面に散乱し、室内の一部および屋根約80坪が破損していた。